# Maison des Têtes couronnées
La Maison des Têtes couronnées (Huis der Gekroonde Hoofden en néerlandais) est un édifice classé de style Renaissance situé au centre de la ville de Gand, dans la province de Flandre-Orientale en Belgique.
Sa façade est ornée des portraits des comtes de Flandre de Baudouin de Constantinople à Philippe II.

## Localisation
La Maison des Têtes couronnées se dresse au numéro 4 de la rue du Château (Burgstraat), à quelques dizaines de mètres à l'est du fameux château des comtes de Flandre et de la place Sainte-Pharaïlde (Sint-Veerleplein).

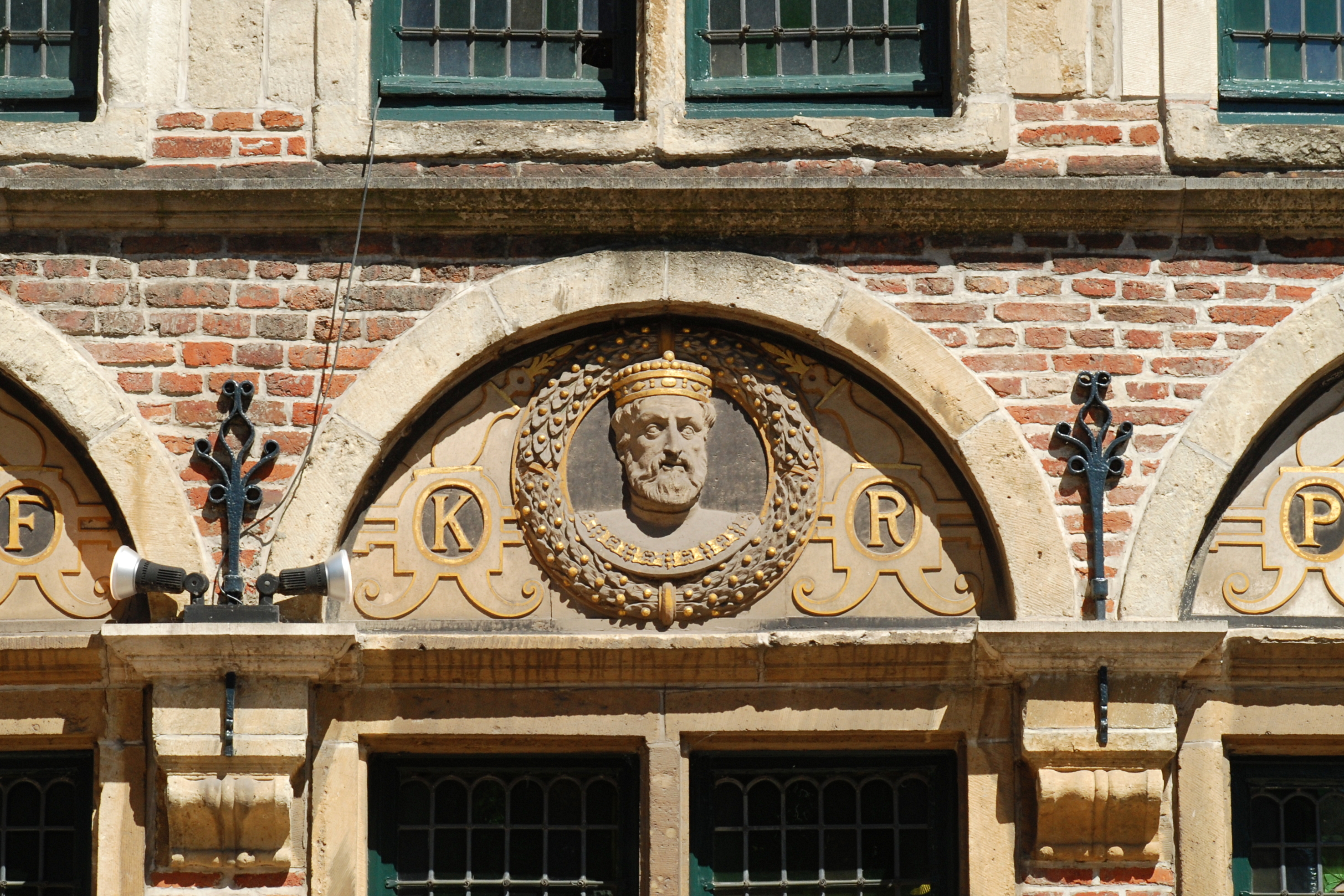
Charles Quint.

## Historique
Le bâtiment, appelé jadis Maison du Dragon (De Draecke), est une maison de style Renaissance que l'on peut dater des environs de 1560.
Elle a été restaurée en 1917 par l'architecte Amand Robert Janssens, auteur de nombreuses restaurations à Gand dont plusieurs maisons du quai du Marché aux herbes (Graslei).
Elle abrite aujourd'hui le café 't Valkenhuis (la maison du Faucon).

## Classement
L'édifice est classé comme monument historique depuis le 7 octobre 1993 et figure à l'inventaire du patrimoine immobilier de la Région flamande sous la référence 19003.

## Architecture
La Maison des Têtes couronnées présente une façade de quatre travées en briques et en pierre blanche.
Elle compte trois niveaux plus un pignon, séparés par des cordons de pierre blanche. Le rez-de-chaussée est percé de deux portes et de deux fenêtres à imposte, tandis que le premier et le deuxième étages sont percés chacun de quatre grandes fenêtres à croisée de pierre.
La façade se termine par un beau pignon à volutes de pierre bleue agrémenté de boules de pierre. Ce pignon, percé de deux fenêtres à meneau de pierre, est sommé d'un minuscule fronton triangulaire portant une boule de pierre.
Mais l'élément le plus remarquable de la façade est constitué par les quatorze médaillons qui surmontent les baies. Chaque médaillon, placé sous un arc cintré, représente le portrait d'un comte de Flandre encadré de ses initiales.
On trouve ainsi de haut en bas et de gauche à droite :
- Baudouin de Constantinople et Guillaume III de Dampierre
- Gui de Dampierre, Robert de Béthune, Louis de Nevers et Louis de Male
- Philippe le Hardi, Jean sans Peur, Philippe le Bon et Charles le Téméraire
- Maximilien d'Autriche, Philippe le Beau, Charles Quint et Philippe II

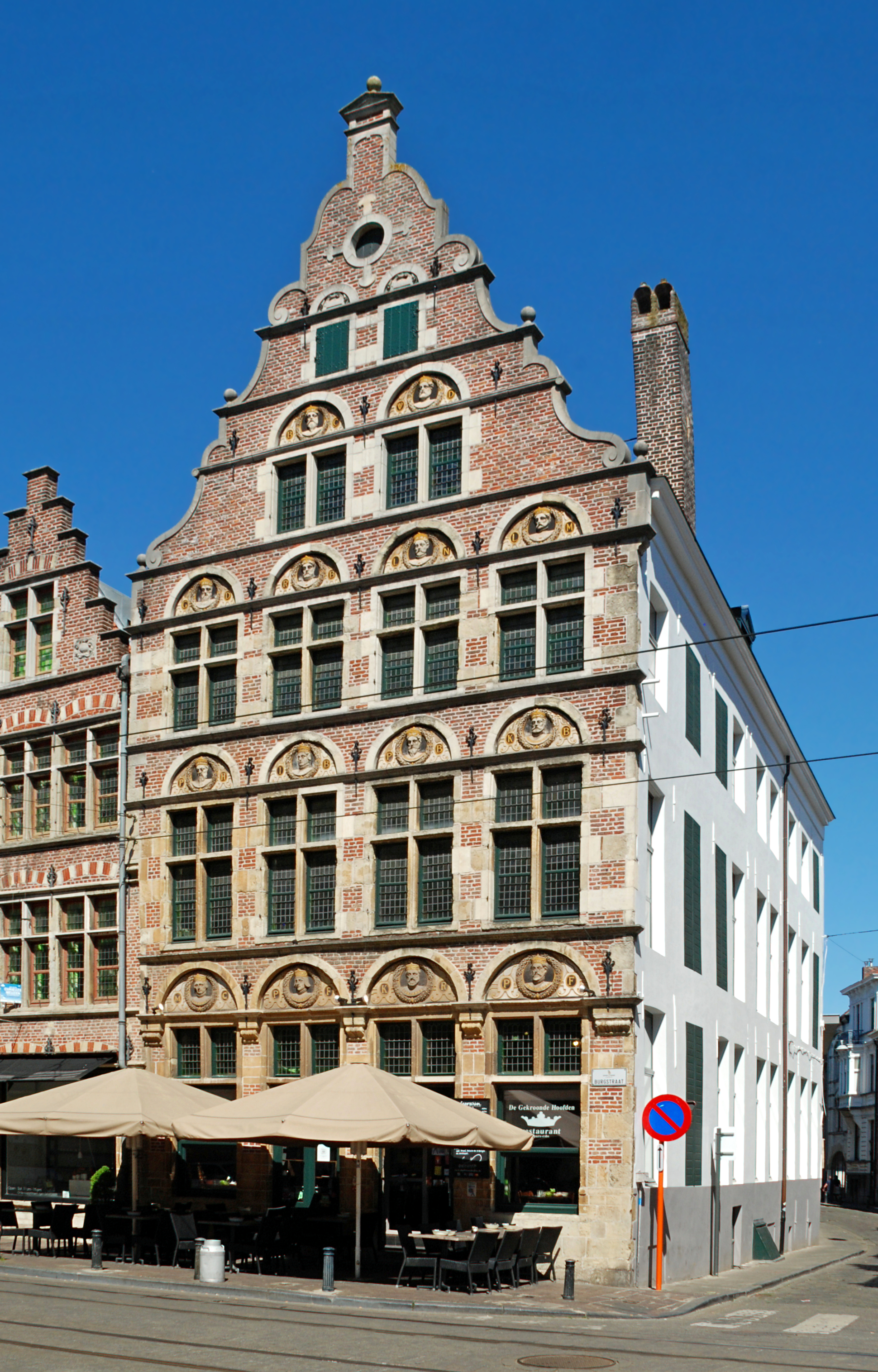
Vue générale.
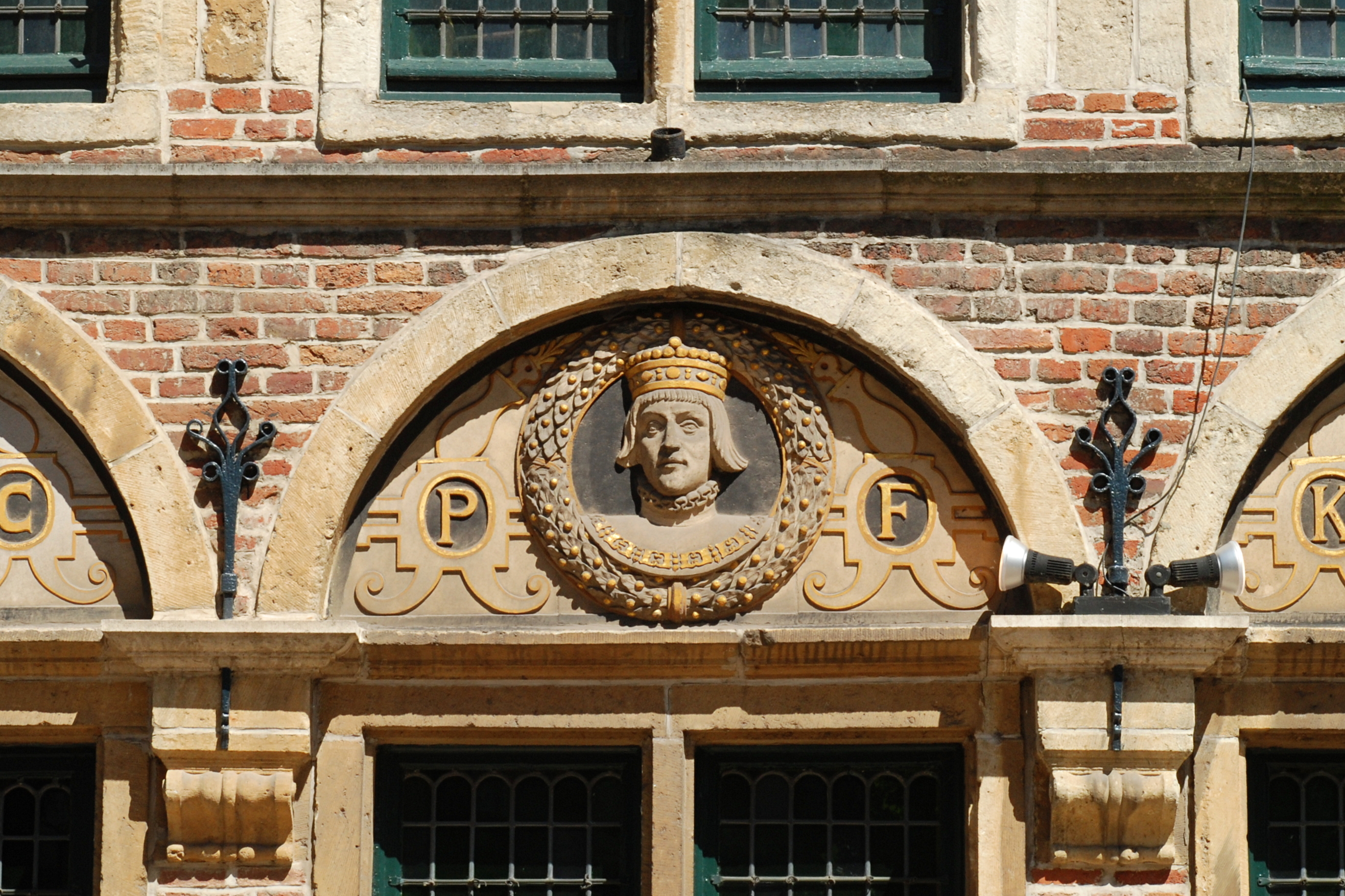
Philippe le Beau.
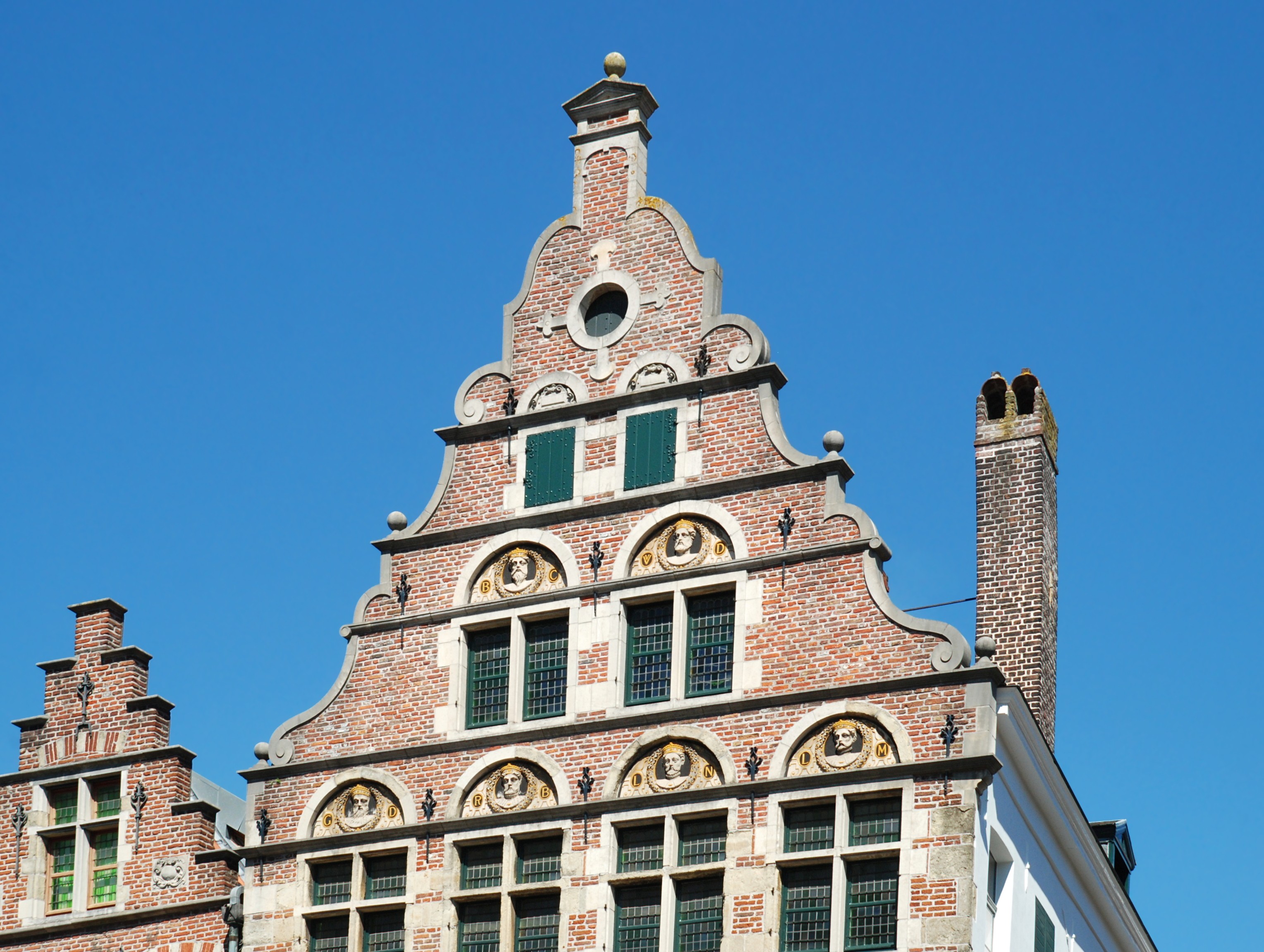
Le pignon.